# Arabbuna
Arabbuna (àrab: عربّونه, ʿArabbūna) és una vila palestina de la governació de Jenin a Cisjordània al nord de la vall del Jordà, uns 9 km al nord de la ciutat de Jenin i 2 km al sud del Mur de Cisjordània. Segons el cens de l'Oficina Central Palestina d'Estadístiques (PCBS) tenia 1.007 habitants en 2007.

## Història
Arabbuna és un petit poble en l'antic lloc elevat. Les pedres antigues han estat reutilitzades per fer edificis, tanques dels camps i les parets de terrasses. S'hi ha trobat ceràmica de l'època romana d'Orient.

### Època otomana
Arabbuna, com la resta de Palestina, fou incorporada a l'Imperi Otomà en 1517, i en el cens de 1596, la vila apareix com a Arabbuni, situada a la nàhiya de Sara al liwà de Lajjun. Tenia una població de 14 llars, tots musulmans. Pagaven una taxa fixa del 25 % en productes agrícoles, inclosos blat, ordi, collites d'estiu, cabres i ruscs, així com ingressos addicional; un total de 4,500 akçe.
En 1838 es va observar com a situada a N 60° E def Jenin.
En 1870 Victor Guérin va considerar Arabbuna com una vila petita, i encara més "al sud d'aquest poble, el fonament d'un edifici antic, que no sembla haver examinat."

### Època del Mandat Britànic
En el cens de Palestina de 1922, organitzat per les autoritats del Mandat Britànic, la vila tenia 136 musulmans, incrementat lleugerament en el cens de 1931 a 138 musulmans, en 24 llars.
En 1944/5 la població era de 210 musulmans, amb un total de 6.772 dúnams de terra, segons un cens oficial de terra i població. D'aquests, 256 dúnams eren usats per plantacions i terra de rec, 3.607 dúnams per cereals, mentre que 22 dúnams eren sòl urbanitzat.

## Geografia
Arabbuna es troba a 3 km al nord-oest de Faqqua i 2 km al nord-oest de Deir Ghazaleh. Les cases del poble estan situades en un turó als peus de la muntanya Faqqua, una secció del Guilboa (coneguda com a Gibborim en hebreu), que limita a l'oest amb el riu Huhit, a l'oest pel Wadi Abu Jabir, al nord per la muntanya Faqqua i al sud per un rierol del Wadi Abi Jabir.